# Music Gets the Best of Me
Music Gets the Best of Me è l'ultimo singolo estratto dall'album di debutto della cantante pop britannica Sophie Ellis-Bextor, Read My Lips.
Il singolo, pubblicato dall'etichetta discografica Polydor, ha avuto meno successo dei precedenti, arrivando alla posizione numero quattordici della classifica dei singoli britannica e alla quarta della classifica mondiale.

## Video musicale
Esistono due differenti video girati per questa canzone, entrambi inclusi del DVD della cantante Watch My Lips. Nel primo video, la cantante si diverte indossando delle cuffie, che rappresentano la musica (il titolo in italiano significa "La musica si prende  il meglio di me"), prima sotto il sole e poi durante il Carnevale. Nel secondo video, invece, la cantante si reca ad una cena alla quale non è stata invitata e pur di partecipare inserisce un CD e canta. Al termine del video, afferma di essersi divertita prima di andarsene. Entrambi i video sono stati diretti da Sophie Muller.

## Tracce
1. "Music Gets the Best of Me" (Single Version)
2. "Music Gets the Best of Me" (Flip n Fill remix)
3. "Get Over You" (Almighty pop'd up mix)
4. "Murder on the Dancefloor" (Twin Murder club mix)
5. "Is It Any Wonder" (Jay's Bluesix radio edit)
6. "Everything Falls Into Busface"

## Classifiche
| Classifica        | Posizione raggiunta |
| ----------------- | ------------------- |
| Belgio (Fiandre)  | 4                   |
| Belgio (Vallonia) | 4                   |
| Regno Unito       | 14                  |
| Nuova Zelanda     | 25                  |
| Irlanda           | 25                  |
| Australia         | 28                  |
| Italia            | 44                  |
| Svizzera          | 53                  |
| Paesi Bassi       | 76                  |